# Ferme générale

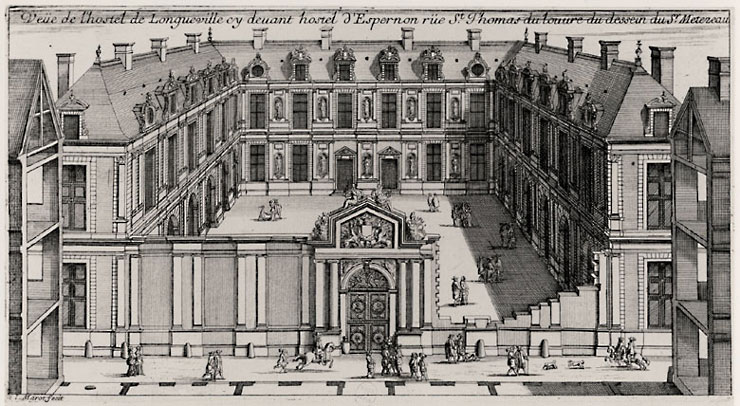
Hôtel de Longueville (Louvre), uno de los edificios de la Ferme Générale en París. El principal era el Hôtel des Fermes (en la actual cour des Fermes). También disponían del Hôtel de Bretonvilliers.

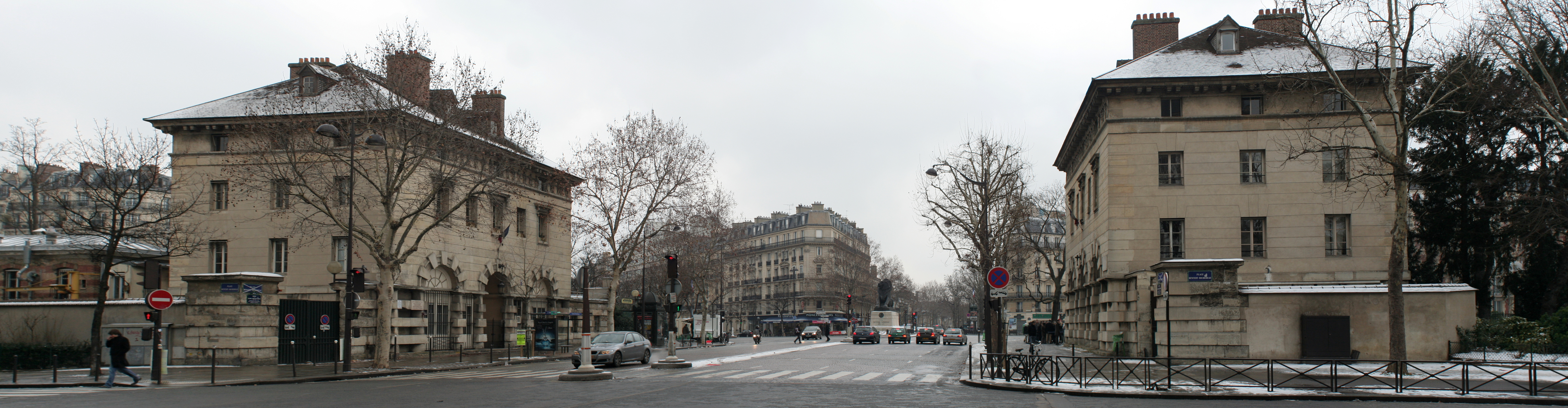
Barrière d'Enfer, en la actual place Denfert-Rochereau de París. Una de las cinco puertas del muro de los fermiers généraux que se han conservado.

Mapa de la administración real de 1732. En claro, la zona de las Cinq Grosses Fermes.

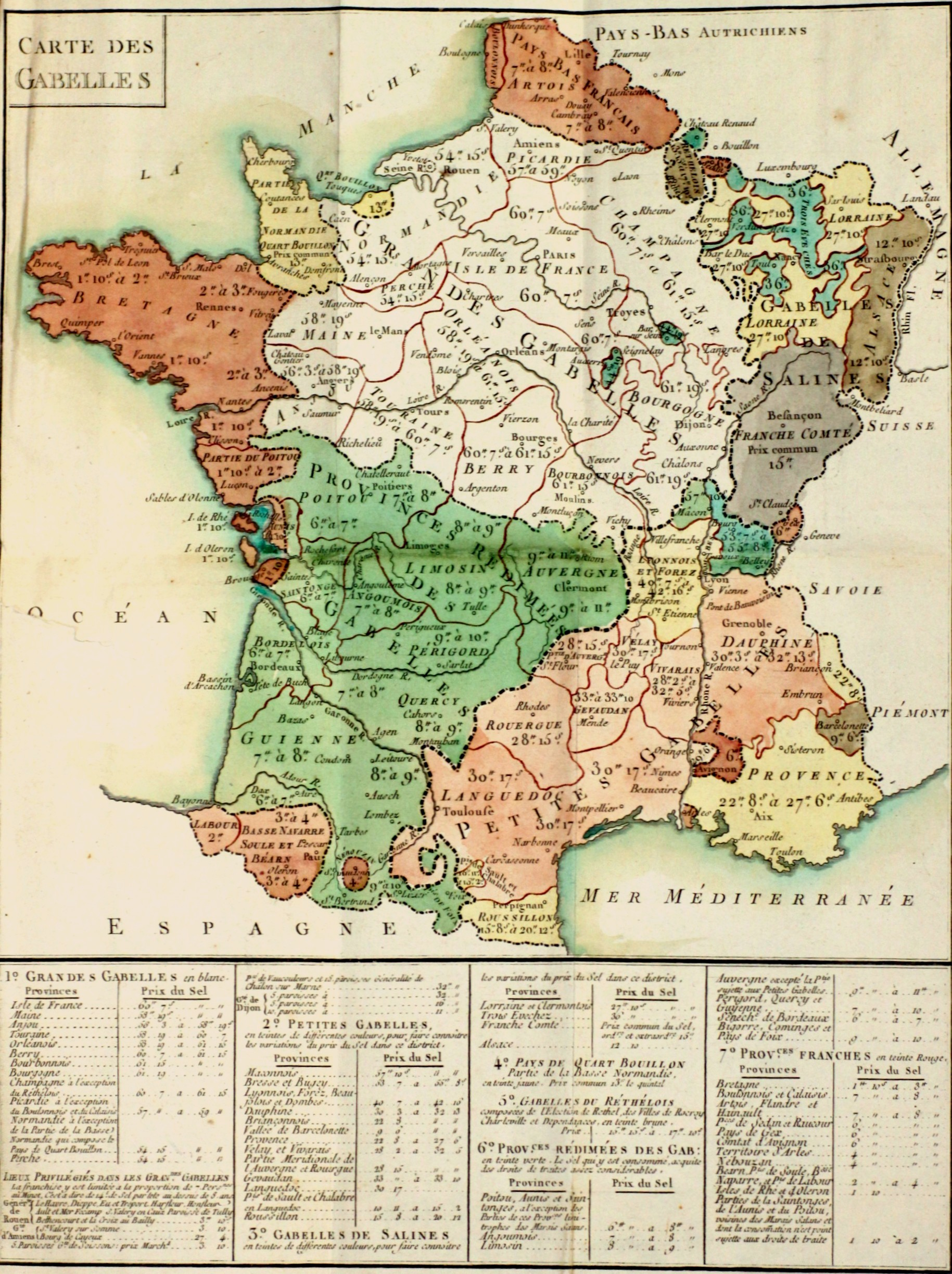
Informe de Necker al rey, con un mapa de las gabelas, 1781.

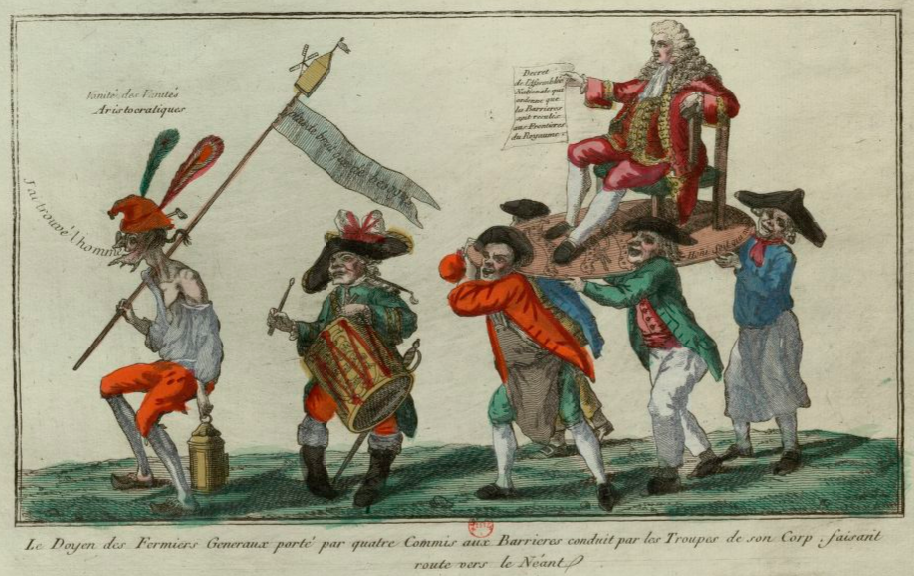
Le Doyen des fermiers généraux porté par quatre commis aux barrières conduit par les troupes de son corps faisant route vers le néant ("el Decano de los fermiers généraux llevado por cuatro comisarios de las barreras [y] conducido por las tropas de su cuerpo[,] haciendo ruta hacia la nada"), grabado satírico, 1791.

Granja General (en francés: Ferme générale) es la denominación de la compañía privilegiada encargada de la recaudación de los impuestos en el reino de Francia desde el siglo XVII, que adquirió su forma definitiva durante el periodo final del Antiguo Régimen y el comienzo de la Revolución, entre 1726 y 1790.
Desde la Baja Edad Media, las monarquías autoritarias y absolutas tuvieron en la Hacienda un instrumento de centralización del poder; pero frente a la dificultad de gestionarla mediante una burocracia pública vieron en el arrendamiento de impuestos un sistema que les aportaba considerables ventajas sobre el cobro directo, como la rapidez en el ingreso (o en su caso el ingreso anticipado) y la reducción de los costes en personal administrativo.
En la monarquía francesa, que contaba con fermes (del verbo affermer -"dar" o "recibir una concesión"-) de arrendamiento de impuestos desde el reinado de Felipe IV "el Hermoso" (comienzos del siglo XIV); fue el duque de Sully, uno de los principales consejeros de Enrique IV desde 1596, quien agrupó el conjunto de los arrendamientos de rentas reales en cuatro asientos generales o fermes para reforzar el control real.
Durante las minorías de Luis XIII y Luis XIV aumentaron de tal forma los abusos que el ministro Jean-Baptiste Colbert se vio obligado a profundizar las reformas del duque de Sully. A los impuestos que ya se cobraban Colbert añadió en 1680 la recaudación de los impuestos sobre la sal (gabelles), sobre las bebidas (aides), sobre las mercaderías que entraban y salían del reino o de ciertas provincias (entrées y traites), y los ingresos de los dominios reales, confiando la recaudación de las siete provincias del centro de Francia a una única sociedad de fermiers. Mediante la ordenanza de julio de 1681 unificó los asientos del rey en un único asiento general. En 1691 se constituyó la Compagnie des fermiers généraux o Ferme générale. Se firmaba un arrendamento único por un periodo de seis años, firmado por el controlador general de finanzas, con una sola persona que actuaba como mandatario de los fermiers généraux. A los seis años se había de realizar un nuevo arrendamiento, si bien la misma sociedad era la que se lo conseguía, y se perpetuaba en el tiempo. Con el objetivo de reunir las cantidades necesarias, los fermiers se asociaban y solicitaban préstamos a socios capitalistas, a los cuales se cedía una parte del interés. Al mismo tiempo, creaban una disciplinada organización para obtener el mayor rendimiento de las percepciones. Se ha calculado que una quinta parte del total de los impuestos recaudados se quedaba en manos de los fermiers. En 1726 la reforma de Colbert, que se había planteado como un recurso temporal, se convirtió en estable.
Había cuarenta fermiers généraux, excepto entre 1756 y 1780 que fueron sesenta. Al tiempo que consiguieron inmensas fortunas, se ganaron una pésima reputación de estarlo haciendo a costa del reino. Sus agentes, apoyados por la justicia y la policía real, eran vistos como exactores tiránicos por la población. Su número osciló entre 20 000 y 25 000, en su mayoría soldados ya licenciados. Por el contrario, un contrabandista como Louis Mandrin, que se les enfrentaba, era visto como un héroe popular.
Anne Robert Jacques Turgot, ministro de finanzas de Luis XVI, intentó abolir la Ferme générale, pero no lo consiguió; siendo su abolición definitiva obra de la Asamblea Nacional Constituyente.

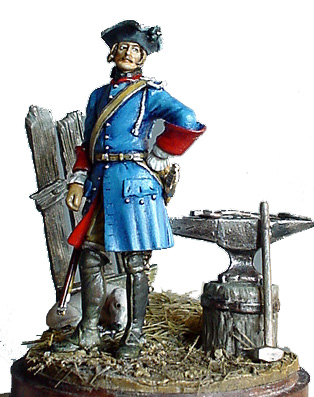
Brigadier des Fermes du Roi.
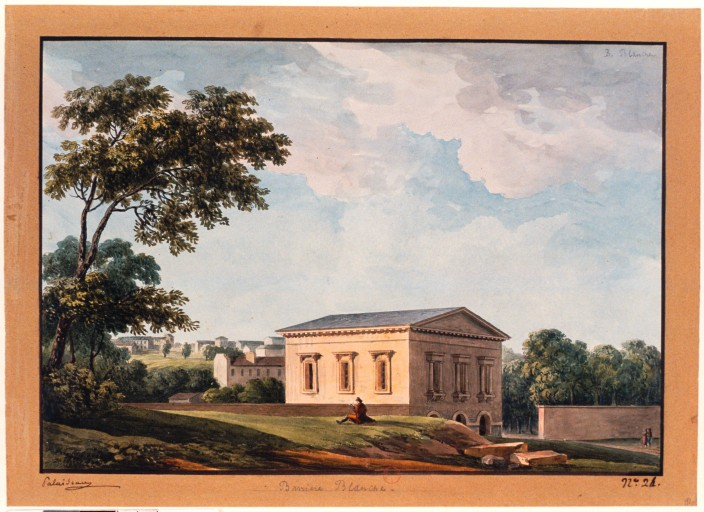
La barrière Blanche,[14] de J. Palaiseau (1819).
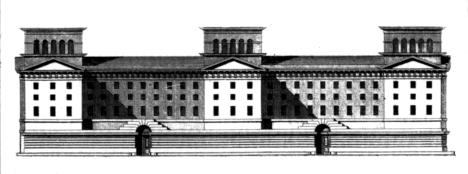
Projet pour le siège de la Ferme générale de la rue de Bouloi, de Claude-Nicolas Ledoux (1785).
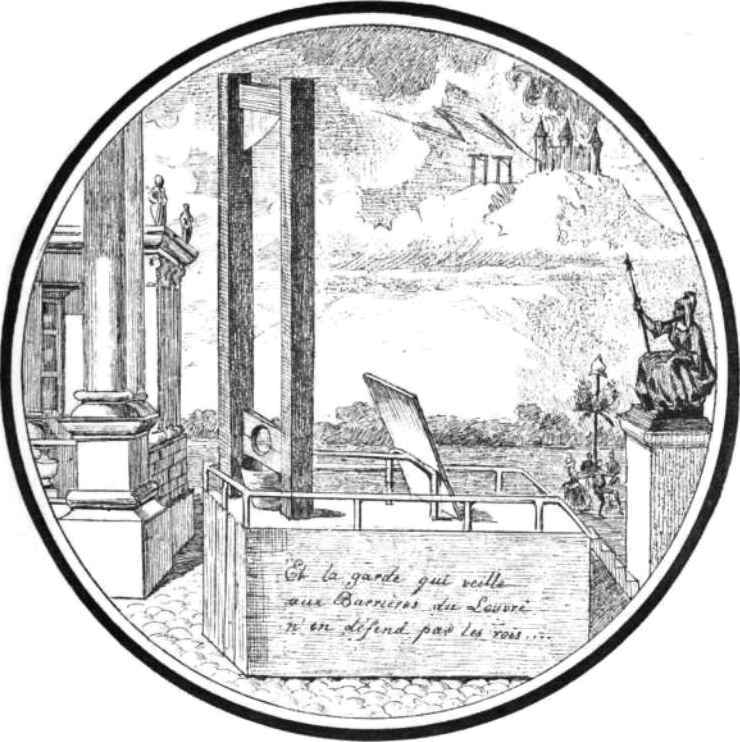
Et la garde qui veille aux Barrières du Louvre n'en défend pas les rois...
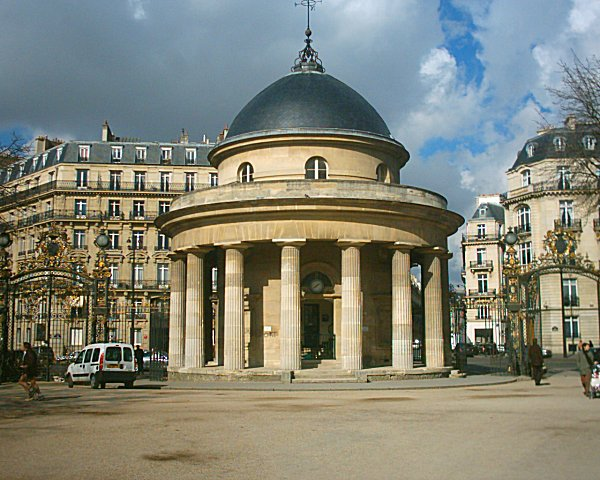
Barrière de Chartres,[15] actualmente rotonda del Parc Monceau.
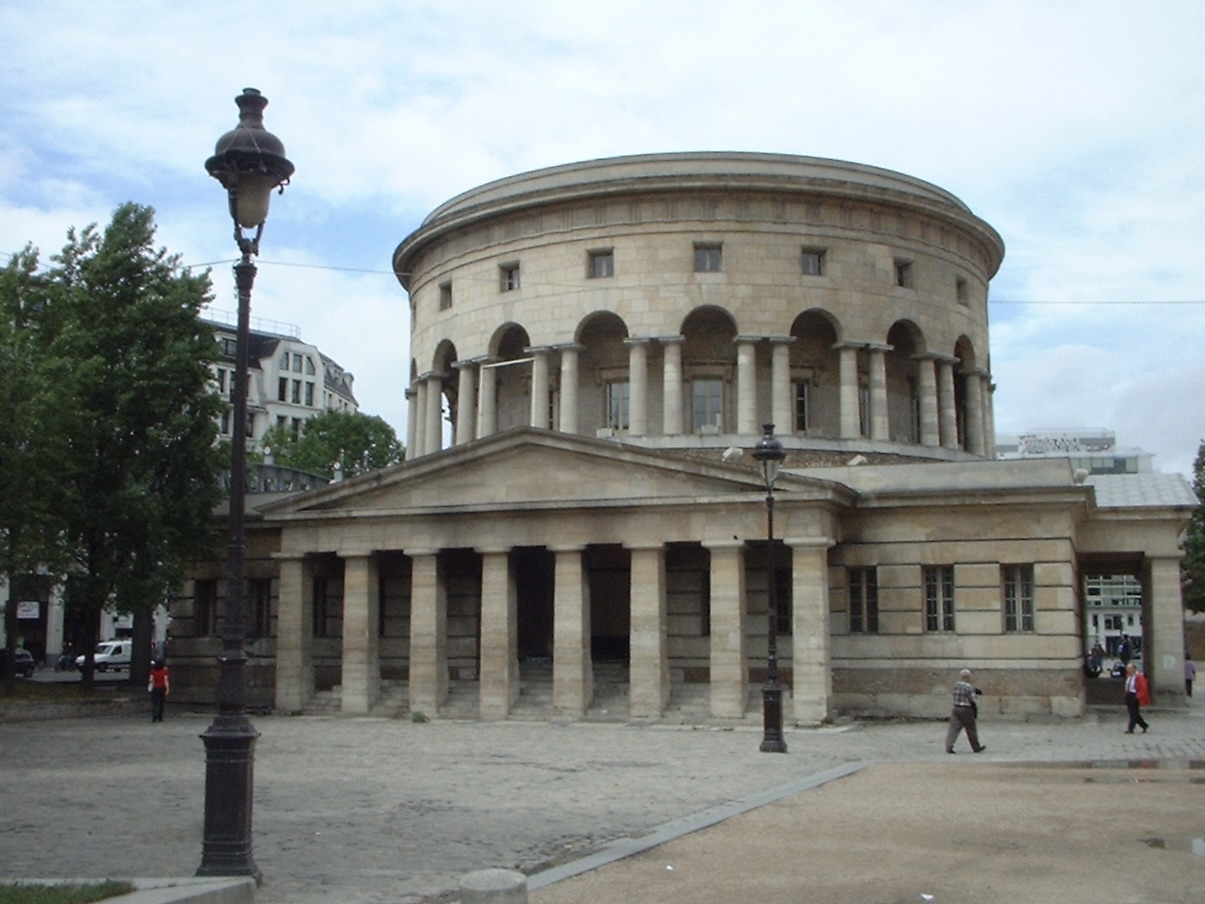
Rotonde de la Villette,[16] de Ledoux.
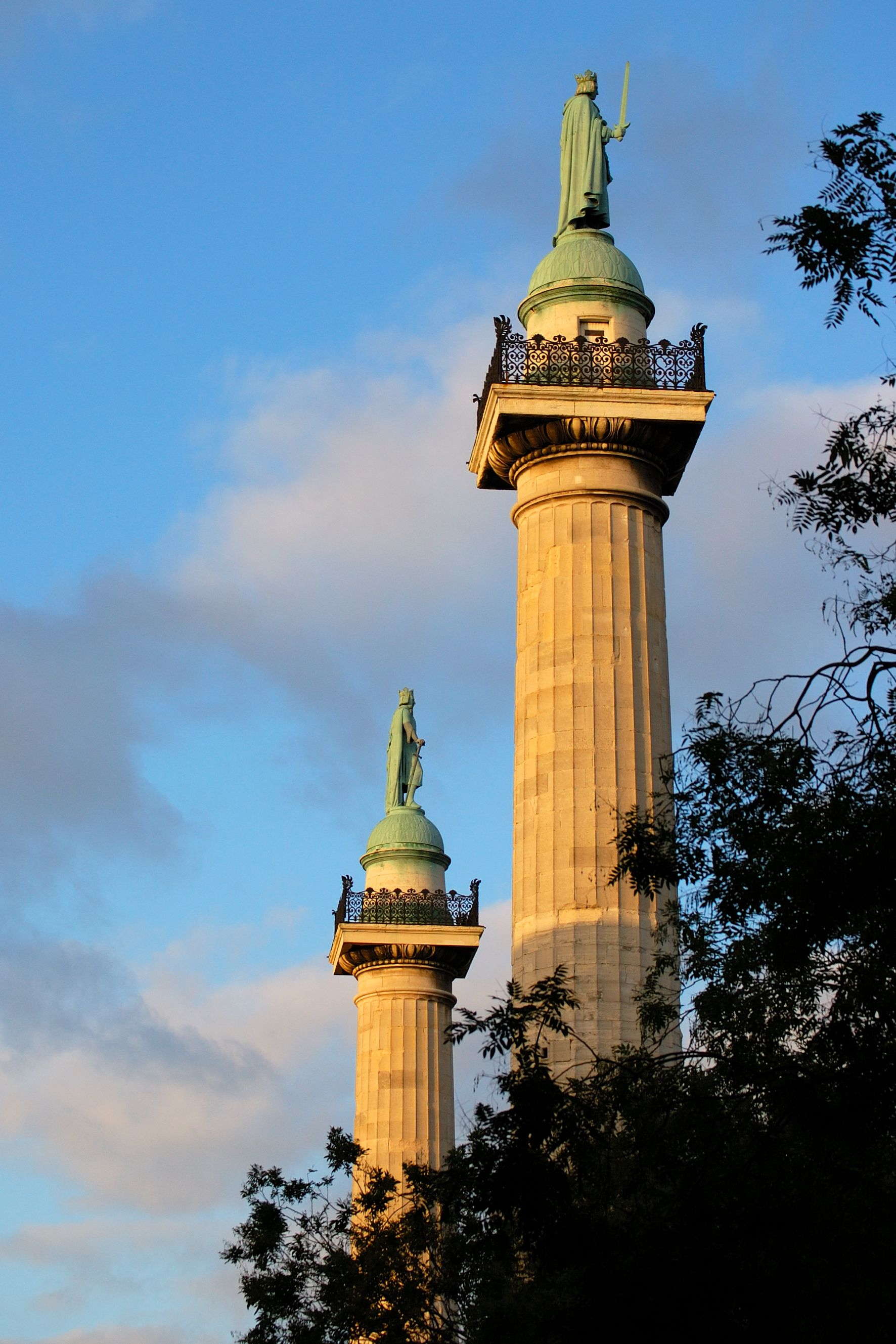
Columnas de la barrière du Trône,[17] de Ledoux.
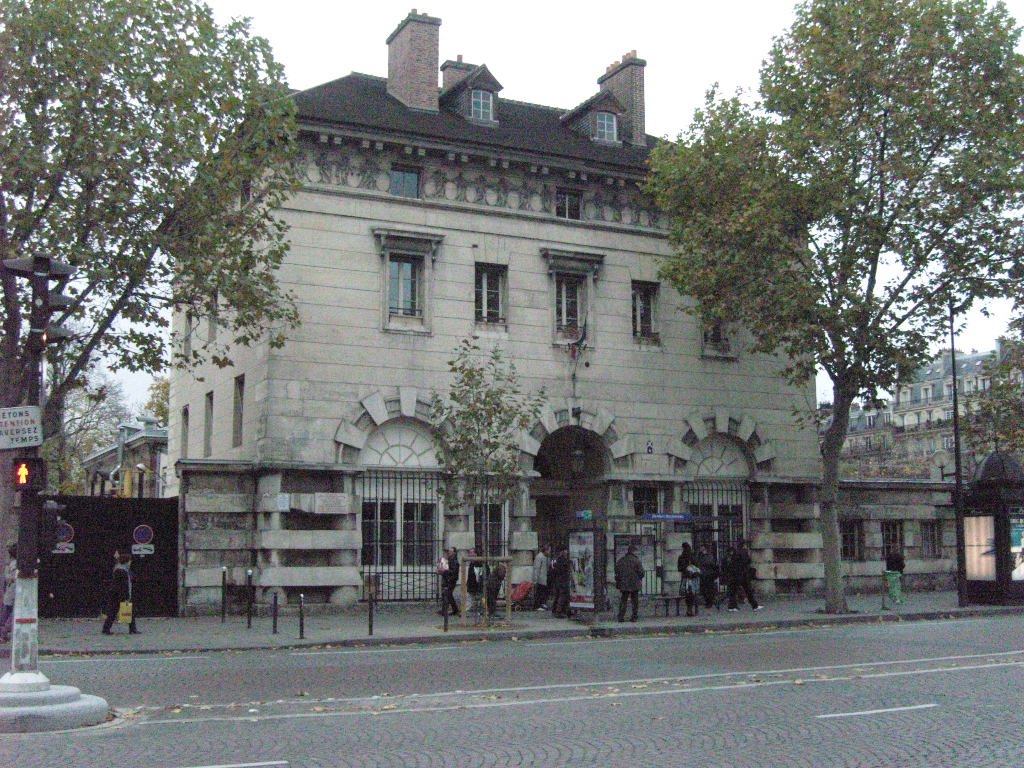
Uno de los dos pabellones de la barrière d'Enfer,[18] de Ledoux.
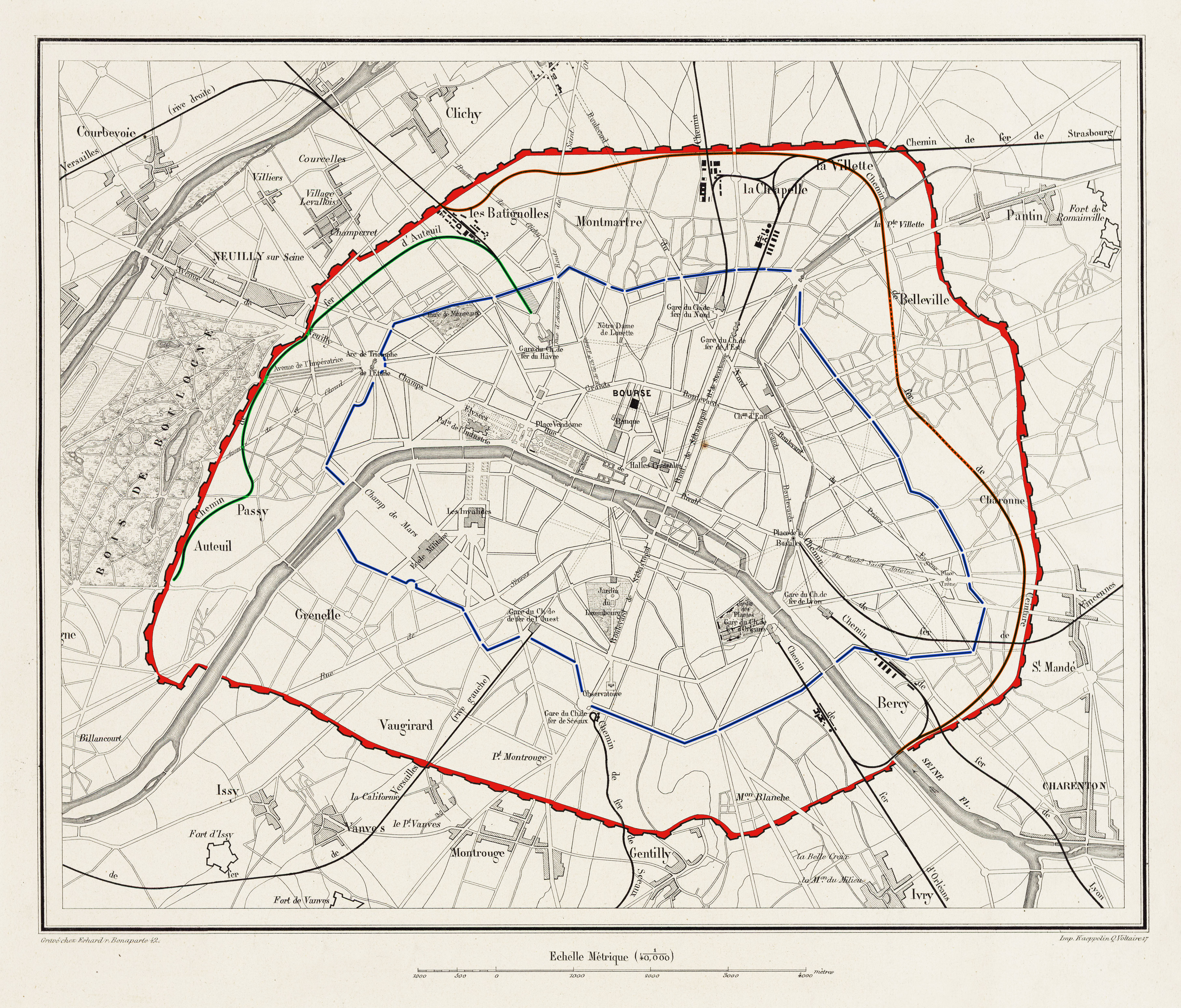
Sobre el plano de París de 1859 se dibuja el trazado del mur des Fermiers généraux (en azul) y las fortificaciones de Thiers (en rojo).

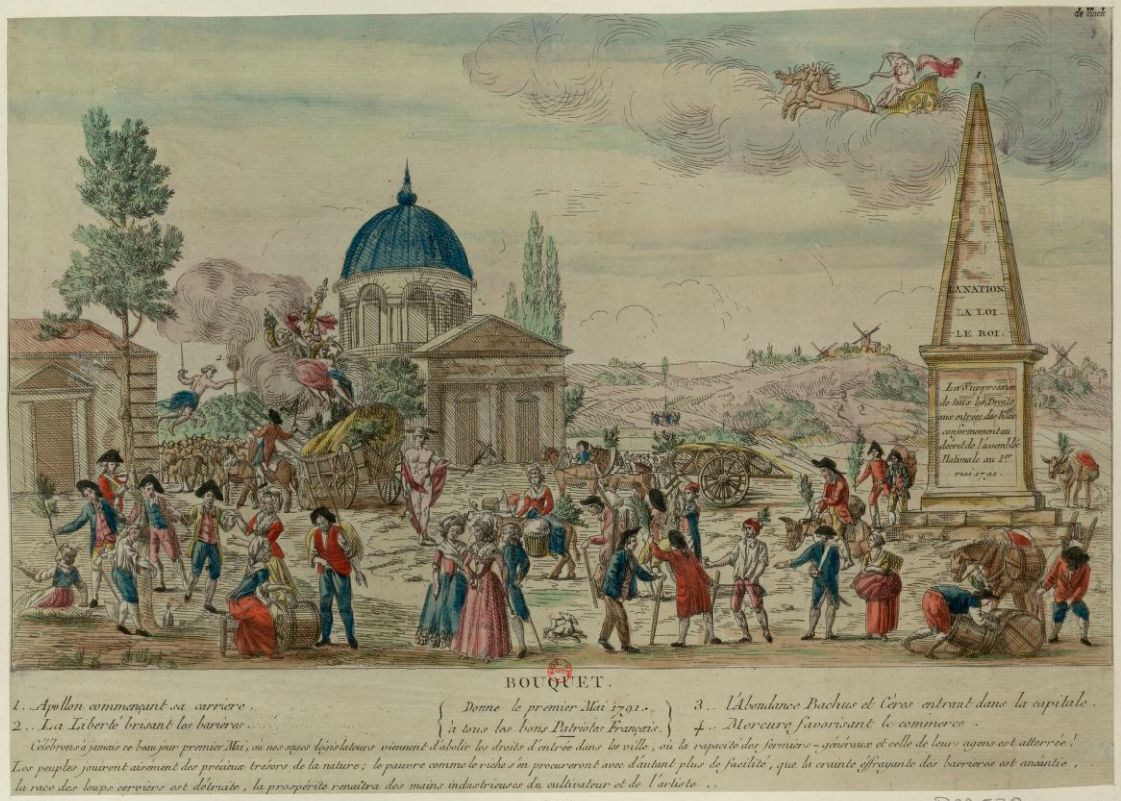
Bouquet donne le premier mai 1791 à tous les bons patriotes français : où nos sages législateurs viennent d'abolir les droits d'entrée dans la ville, où la rapacité des fermiers-généraux et celle de leurs agents est atterrée ("Ramo regalado el primero de mayo de 1791 a todos los buenos patriotas franceses: ... nuestros sabios legisladores acaban de abolir los derechos de entrada en la villa, [quedando] aterrada la rapacidad de los fermiers-généraux y sus agentes.

## El muro y lasbarriéresde París
La ciudad de París se rodeó de un muro o cerca fiscal (el mur des Fermiers généraux) de 24 km de circuito, que obligaba a someterse al control de los agentes de la Ferme génerale a cuantos quisieran entrar o salir. Se construyó entre 1784 y 1789. Sus 55 "barreras" (barrières) actuaban como puertas de París.
En 1784, desarrollando una idea de Lavoisier, los fermiers généraux obtuvieron del contrôleur général des finances Charles Alexandre de Calonne, la construcción de ese muro, que permitiría hacer pagar los derechos de entrada a un mayor número de consumidores. El proyecto arquitectónico se encargó a Ledoux. La llegada al poder de Necker paralizó las obras el 23 de mayo de 1789. El día anterior a la toma de la Bastilla (14 de julio de 1789) los disturbios se habían centrado en la toma de las barrières, varias de las cuales fueron incendiadas, mientras que el muro fue parcialmente destruido. El primero de mayo de 1791 se abolieron los derechos de entrada en París.

## Fermiers généraux
Muchos de los que ejercieron de fermier général tuvieron gran importancia no sólo en la vida económica, sino también en la vida política, social y cultural de la Francia del Antiguo Régimen. Muchos actuaron como mecenas de las artes, algunos de ellos haciéndose retratar por pintores como Hyacinthe Rigaud; y se ganaron fama de bons vivants (particularmente vinculados a la gastronomía, como Louis de Béchameil y los Grimod de La Reynière). Fue muy frecuente que invirtieran sus inmensas ganancias en comprar dominios señoriales y ennoblecerse; y en destacar en la sociedad parisina edificando lujosas residencias (hôtel particulier) donde recibían visitas y alojaban prestigiosas reuniones ("salones"). Algunos se vieron involucrados en escándalos financieros, destacadamente el posterior al estallido de la "burbuja" del sistema Law (1720). Muchos de los fermiers généraux fueron perseguidos durante el Terror, sometiéndoles a juicios que les declaraban culpables de delitos castigados con la muerte en guillotina. Entre ellos estuvo el químico Antoine Laurent Lavoisier, guillotinado el 8 de mayo de 1794.
- Jacques-Mathieu Augeard[26] (1732–1805)
- Nicolas Beaujon[27] (1718–1786)
- Louis Béchameil de Nointel (1630–1703)
- Louis-Dominique-François Le Bas de Courmont[28] (1706–1777)
- Louis-Dominique-Marie Le Bas de Courmont
- Jean-Benjamin de La Borde[29] (1734–1794), músico e historiador, casado con Adélaïde-Suzanne de Vismes, poetisa y dama de la reina María Antonieta. Fue el último fermier guillotinado (24 de julio, tres días antes de la caída de Robespierre). El contenido de la acusación, muy general, que se atribuye a su grupo indica: convaincus de s'être déclarés les ennemis du peuple en participant .....aux dilapidations des fermiers généraux ... ("convencidos de ser declarados los enemigos del pueblo participando... en las dilapidaciones de los fermiers généraux ...") Escribió un libro de máximas en el que se lee: Deux choses manquent ordinairement à la fortune, de l'avoir bien acquise et d'en user sagement ("dos cosas faltan ordinariamente a la fortuna, haberla bien adquirido y usarla sabiamente").
- Jean-François de La Borde[30] (1691–1769), ocupó el cargo entre 1740 y 1758. Comenzó su carrera como diputado en el conseil du commerce de Burdeos; y sufrió las consecuencias de la bancarrota del sistema Law, pero consiguió rehacer su fortuna casándose con la joven viuda de Joseph Hyacinthe Ferrand (muerto en 1719), hijo mayor del fermier général Laurent-René Ferrand,[31] primo hermano de la marquesa de Pompadour. En 1742 encargó su retrato a Rigaud, pagando por él 600 libras. De sus quince hijos solo sobrevivieron tres mujeres, que casaron o "frecuentaron" con otros fermiers généraux, y dos varones, uno de los cuales fue Jean-Benjamin.
- Étienne-Michel Bouret[32] (1709–1777), llamado "el Gran Bouret", fue inmortalizado por Diderot en Le Neveu de Rameau ("El sobrino de Rameau").
- Jacques-Joseph Bracq de La Perrière[33] (1726–1794)
- Geoffroy Chalut de Verins (1705–1787)
- André-Guillaume Darlus[34] (1683–1747)
- Paul Delpech[35] (1682–1751)
- Nicolas Deville de Noailly[36]
- Charles Louis Claude Dupin, seigneur de Francueil[37] (1716–1780)
- Claude Dupin[38] (1686–1769)
- Charles-Claude-Ange Dupleix[39] (1696–1750)
- Jean-Joseph-Louis Graslin[40] (1728–1790)
- Pierre Grimod du Fort[41] (1692–1748), ocupó el cargo entre 1711 y 1719, siendo uno de los que más se enriqueció. Compró el señorío de Orsay, que consiguió convertir en condado; en París compró en 1734 el Hôtel Chamillart, que hizo decorar por Charles-Joseph Natoire.
- Antoine Gaspard Grimod de La Reynière[42] (1687–1754), compró su cargo a Jean Le Juge, con el que estaba emparentado por parte de su madre (Marguerite Le Juge). De él se decía que era le plus déterminé gourmand de son siècle ("el más determinado comilón de su siglo").
- Laurent Grimod de La Reynière[43] (1733–1793), padre del famoso gourmet Alexandre Balthazar Laurent Grimod de La Reynière e hijo de Antoine Gaspard. Su esposa, Suzanne Françoise Élisabeth de Jarente de Sénac, acogía en su salón a las personalidades más importantes de la sociedad de París.
- André Haudry[44] (1688–1769)
- Claude Adrien Helvétius (1715–1771)
- Jean-Joseph de Laborde (1724–1794); no debe confundirse con los La Borde.
- Louis Denis Lalive de Bellegarde[45] (1679 o 1680–1751)
- Denis Joseph Lalive d’Épinay (1724–1782), casado con la famosa Louise, Madame d'Epinay
- Antoine Laurent de Lavoisier (1743–1794)
- Jean Bonaventure Le Lay de Villemaré[46] (1659–1743); sometido a proceso judicial en 1716, tuvo que pagar una multa de cuatrocientas mil libras, lo que no fue suficiente para arruinarle, y fue liberado de la prisión por una lettre de cachet, obteniendo además un salvoconducto que le protegía de sus acreedores.
- Laurent Mazade[47] (1656–1743)
- François-Nicolas Mégret d’Étigny[48] (1673–1734) comenzó su carrera en la ferme générale como receptor de las tailles de Soissons. Amasa una gran fortuna especulando con el trigo durante la Guerra de Sucesión Española y cobrando una comisión de un escudo por saco de trigo que se destinaba al abastecimiento del ejército en tiempo de guerra. Con tales recursos pudo comprar el cargo de receveur général des finances en Clermont-Ferrand en 1714 y el conjunto de los oficios del anterior fermier général de Auvernia (Jean Romanet) en 1719. En el mismo año fue nombrado secretario del rey encargado de las finanzas. En 1725 accedió al cargo de Grand Audiencier.[49] En 1718 compró los señoríos de Étigny y Sérilly, y en 1719 el de Passy. Se hizo construir un hôtel en el quartier du Marais de París, que todavía lleva su nombre. Fue padre de Antoine Mégret d'Étigny.[50]
- Charles-Guillaume Le Normant d’Étioles (1717–1799), marido de Madame de Pompadour.
- Charles François Paul Le Normant de Tournehem (1684–1751), supuesto padre biológico de Madame de Pompadour, a quien casó con su sobrino Charles-Guillaume.
- Familia de Parseval:[51]

- Alexandre Philbert Pierre de Parseval (1758–1794)
- Charles René de Parseval (1759–1794)
- Philbert de Parseval (1696–1766)

- Jacques Paulze[52] (1723–1794), casó a su hija Marie con Lavoisier, también fermier général; y como este, murió guillotinado.
- Paul Poisson de Bourvallais[53] († 1719), procesado en la opération du visa[54] tras el escándalo del sistema Law, perdió sus ricas propiedades y murió dos años después.
- Jean-François de La Porte[55] (1675–1745)
- François de La Porte de Féraucourt[56] († 1731)
- François de La Porte du Plessis[57] (1695–1733)
- Charles Renouard de La Touanne († 1701); en 1685 es tesorero del Extraordinaire des guerres, lo que le lleva a conseguir la ferme du tabac, la ferme de l'abbaye royale de Saint-Denis y las de las expediciones corsarias. En 1699, encarga a Jean Baptiste Bullet los planos de un château en el dominio de Champs que acababa de comprar; en 1700 consigue casar a su hijo con la sobrina de Alexandre Bontemps,[58] premier valet y hombre de confianza de Luis XIV. En poco tiempo se arruina totalmente, muriendo de un síncope mientras era acosado por sus acreedores.
- Alexandre Le Riche de La Pouplinière (1693–1762)
- Pierre-Paul Riquet (1604 o 1609–1680)
- Gilles de Ruellan[59] (1575–1627); a su muerte, su amigo Richelieu escribió sobre él: Ce pauvre homme s'est laissé mourir quoi que le terme de « pauvre » ne s'appliquait certes pas à sa fortune : elle était colossale ("Este pobre hombre se dejó morir, aunque el término «pobre» no se aplica ciertamente a su fortuna: era colosal").
- Charles Savalette[60] (1683–1756); adquiere el cargo en 1724, tras haberse enriquecido especulando en el sistema Law (antes de su quiebra) y como director de la Compañía de las Indias.
- Jean Baptiste Louis Georges Seroux d’Agincourt[61] (1730–1814), destacado anticuario e historiador del arte.
- Honoré Tholozan de Sézane (1731–1814), de Metz
- Jean-Baptiste Tavernier-Boullongne[62] (1749–1794); en su bautizo tuvo como padrinos a Jean-Baptiste de Machault de Arnouville (controlador general de las finanzas) y la marquesa de Pompadour.